# 1912 em Portugal
Lista dos principais acontecimentos no ano 1912 em Portugal.

## Incumbentes
- Presidente da República: Manuel de Arriaga
- Presidente do Ministério: Augusto de Vasconcelos (3.º governo republicano) até 16 de junho; Duarte Leite (4.º governo republicano) a partir de 16 de junho
- Presidente da Câmara dos Deputados: António Aresta Branco (I Legislatura) até 29 de novembro; Vítor Macedo Pinto (I Legislatura) a partir de 2 de dezembro
- Presidente do Senado da República: Anselmo Braamcamp Freire (I Legislatura)

## Eventos

### Janeiro
- 6 — O Bispo do Algarve é interditado de residir na sua diocese por dois anos, por circular do Ministro da Justiça, António Macieira, devido a violação do artigo 379.º do Código Penal.[1]
- 28 — Inauguração da Universidade Livre de Lisboa em sessão solene no Coliseu dos Recreios, na presença do Presidente da República, Manuel de Arriaga.[2]
- 30 — Pacto de Dover, entre o rei exilado D. Manuel II e um seu primo do ramo miguelista banido da sucessão, Miguel Januário de Bragança.

### Fevereiro
- 24 — Fundação do Partido Republicano Evolucionista por António José de Almeida, desencantado com o velho Partido Republicano dominado por Afonso Costa, e com o Partido Unionista liderado por Brito Camacho.[3]

### Abril
- 15 — Naufrágio do RMS Titanic. Entre as vítimas mortais encontram-se quatro portugueses: três agricultores madeirenses com bilhete de terceira-classe (José Neto Jardim, de 21 anos; Manuel Gonçalves Estanislau, de 38; Domingos Fernandes Coelho, de 20), e um comerciante algarvio em segunda-classe (José Joaquim de Brito, de 32 anos).[4]
- 19 — Duelo à espada, na Estrada da Ameixoeira, entre Norton de Matos e Egas Moniz, devido a acusações públicas feitas no parlamento sobre a tentativa de resolução da Questão de Ambaca.[5]
- 28 — Tem lugar o primeiro "Clássico", FC Porto vs. SL Benfica, no Campo da Rua da Rainha, no Porto. O Benfica vence por 8-2.[6]

### Junho
- 4 — O governo, presidido por Augusto de Vasconcelos, apresenta a demissão, confrontado com novas ameaças de greve geral e com ataques parlamentares do Partido Democrático contra o Ministro do Interior Silvestre Falcão, do Partido Unionista.[7]
- 28 — O Presidente da República é autorizado a utilizar como residência o anexo do Palácio de Belém (onde já funcionava a Secretaria da Presidência da República), mediante o pagamento de uma renda mensal de 100 escudos; anteriormente, Manuel de Arriaga custeara ele próprio o arrendamento do Palácio da Horta Seca no Chiado. Ao cargo de Presidente era ainda vedado o uso de uma residência oficial, o que só viria a mudar oficialmente em 1928.[8]

### Julho
- 8 — Combate de Chaves, durante a 2.ª incursão monárquica; as forças realistas de Paiva Couceiro são derrotadas pelas forças republicanas do coronel Ribeiro de Carvalho (que passariam a ser recordados como os "Defensores de Chaves").[9]

### Agosto
- 8 — Fundação da cidade do Huambo, por portaria do Governador-Geral de Angola, o General Norton de Matos.[10]

### Setembro
- 10 — Alberto Sanches de Castro, membro do Aero Club de Portugal e que recebera instrução de voo em França, torna-se o primeiro piloto aviador português a voar nos céus nacionais sobre o Mouchão da Póvoa de Santa Iria, aos comandos de um Voisin Antoinette.[11]

## Desporto

### Futebol
- Primeira Divisão de 1911–12
- Segunda Divisão de 1911–12

## Nascimentos

### Janeiro

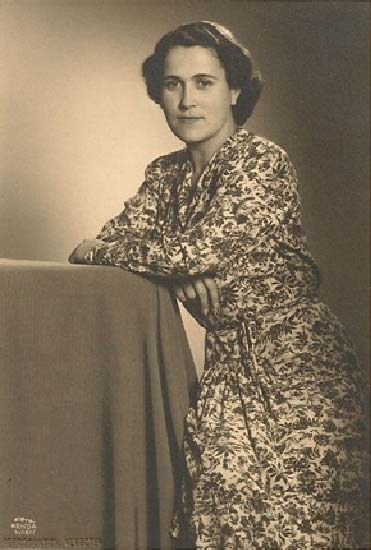
D. Maria Adelaide de Bragança

- 18 — Mário Neves, jornalista (m. 1999)
- 18 — Paulo de Gouveia Durão, militar, político e empresário (m. 1986)
- 19 — Armando Tavares de Sousa, médico (m. 2009)
- 31 — D. Maria Adelaide de Bragança, Infanta de Portugal (m. 2012)
- 31 — António Duarte, escultor modernista (m. 1998)

### Fevereiro
- 16 — Alfredo Valadas, futebolista (m. 1994)
- 19 — Manuel Afonso de Carvalho, prelado católico (m. 1978)
- 22 — Alberto da Silveira Ramos, engenheiro civil (m. 1983)

### Março

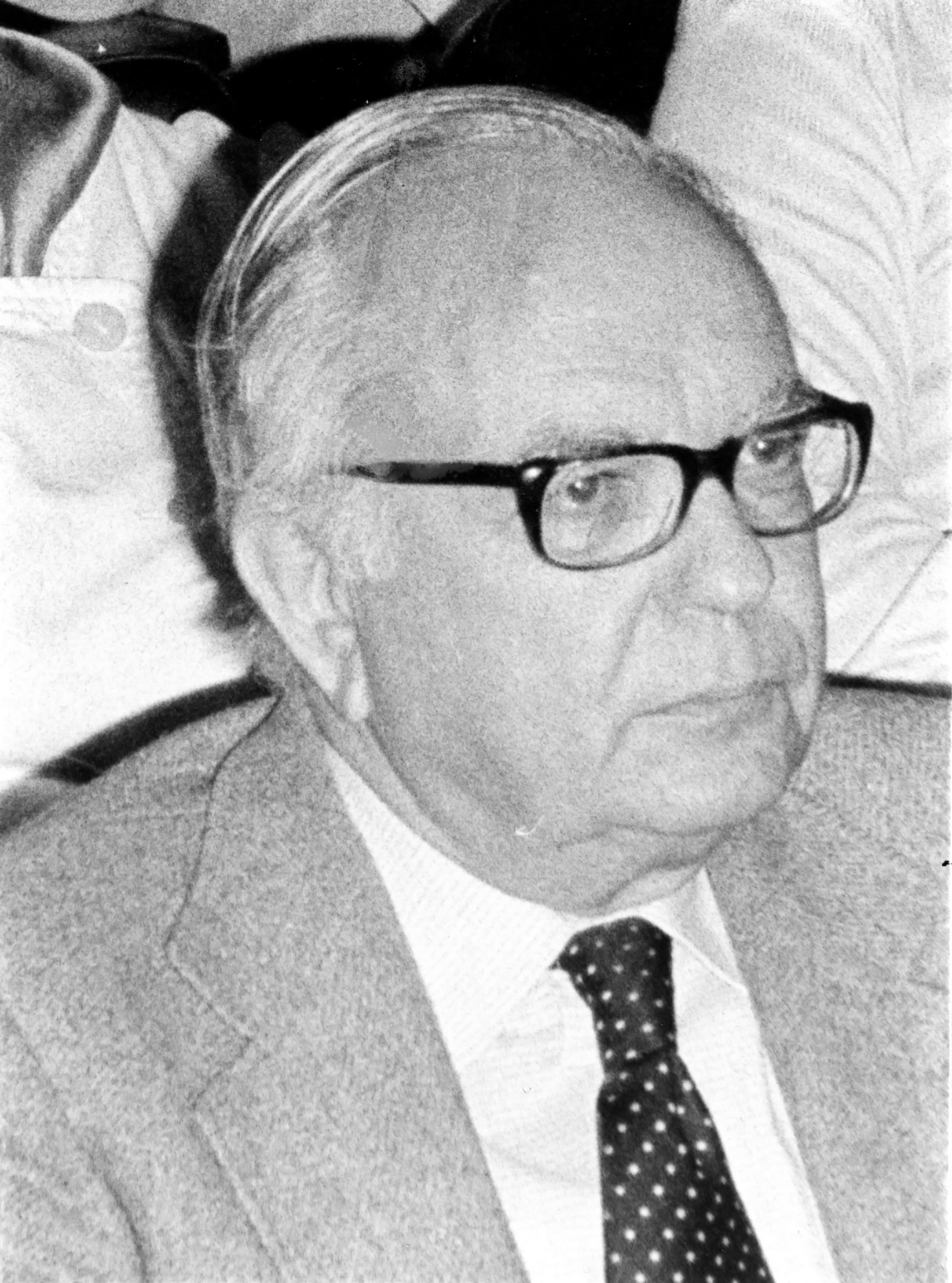
António Rodrigo Pinto da Silva

- 13 — António Rodrigo Pinto da Silva, botânico (m. 1992)
- 13 — João Braz, poeta, jornalista e escritor (m. 1993)

### Abril
- 15 — Manuel Teixeira, historiador e sacerdote católico (m. 2003)
- 29 — Arnaldo Rozeira, botânico (m. 1984)

### Maio

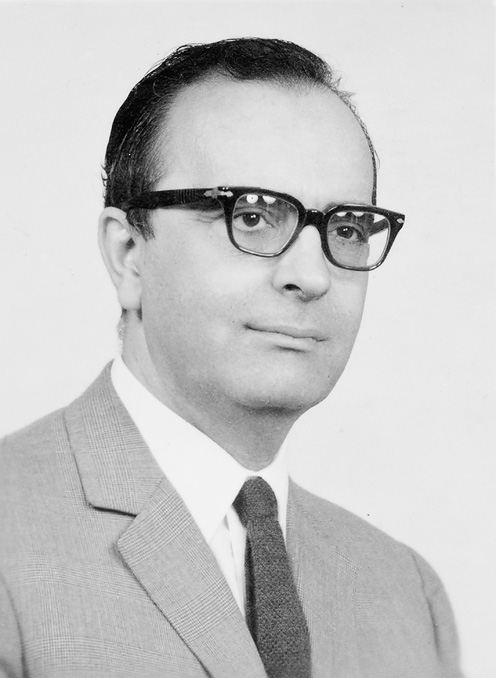
Miller Guerra

- 11 — Miller Guerra, médico e político (m. 1993)
- 27 — Luís Veiga Leitão, poeta e artista plástico e militante antifascista (m. 1987)

### Junho
- 3 — Luís da Câmara Pinto Coelho, advogado e diplomata (m. 1995)
- 14 — José Augusto da Costa Almeida, militar (m. 1998)
- 21 — Joaquim da Costa Rebocho, arquiteto e pintor (m. 2003)

### Julho
- 14 — Jorge Barros Duarte, escritor e político (m. 1995)

### Agosto
- 15 — António Ferrer Correia, jurista e professor universitário (m. 2003)
- 30 — Eugénio da Cunha e Freitas, advogado, historiador e genealogista (m. 2000)

### Setembro
- 9 — Fernando José Simões da Cruz Ferreira,  médico e investigador (m. 1977)
- 11 — Albertino Carreira Mariano, militar (m. 1974)

### Outubro
- 31 — António Vilar, ator (m. 1995)

### Novembro
- 1 — Guilherme Camarinha, pintor (m. 1994)
- 1 — Manuel Viegas Guerreiro, etnólogo (m. 1997)

### Dezembro
- 5 — José do Canto Moniz, engenheiro e político (m. ?)
- 20 — Manuel Nunes Gabriel, prelado católico (m. 1996)
- 27 — Manuel do Nascimento, escritor, jornalista e fotógrafo (m. 1966)

## Mortes

### Janeiro

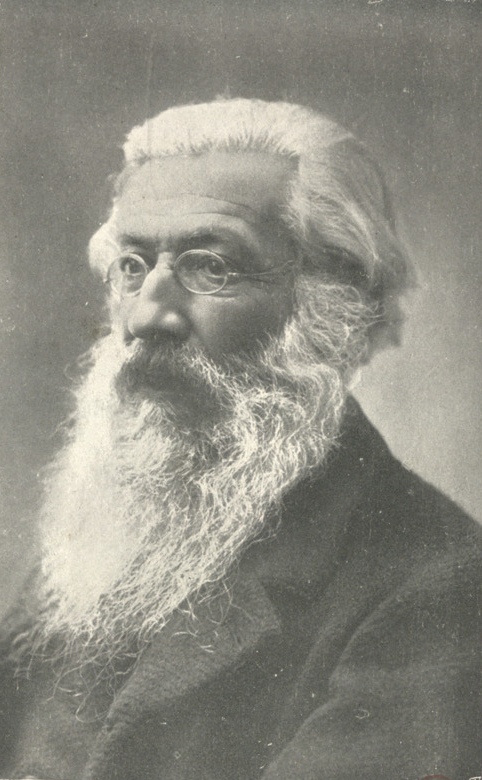
Joaquim de Azevedo Albuquerque

- 19 — Augusto Alexandre Barjona de Freitas, médico e político (n. 1857)
- 21 — Joaquim de Azevedo Albuquerque, matemático e político (n. 1939)

### Fevereiro

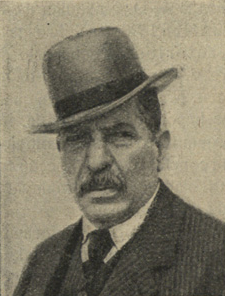
Eduardo Abreu

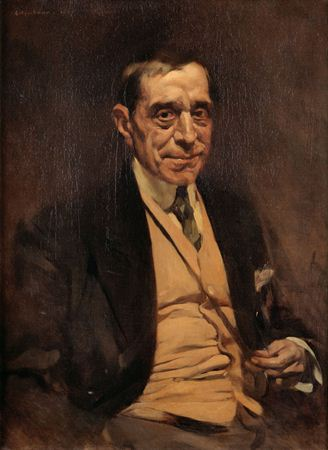
José António do Vale

- 4 — Eduardo Abreu, médico e político (n. 1856)
- 19 — José António do Vale, ator (n. 1845)
- 20 — José Pereira da Cunha da Silveira e Sousa, proprietário e político (n. 1823)
- 22 — Manuel Laranjeira, médico e escritor (n. 1877)

### Março

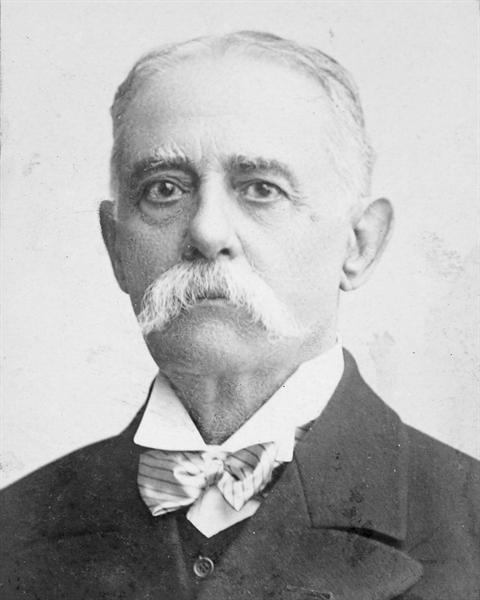
Augusto de Castilho

- 30 — Augusto de Castilho, oficial de marinha (n. 1841)

### Abril
- 20 — João Gomes de Oliveira Guimarães, sacerdote católico, político e historiador (n. 1853)

### Maio

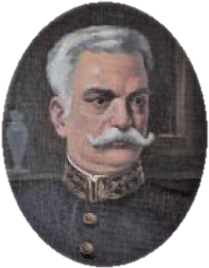
Francisco José de Medeiros

- 6 — Francisco José de Medeiros, magistrado judicial e político (n. 1845)
- 18 — D. Francisco Manuel de Oliveira Carvalho, 1.º Visconde de Fraião, professor e político (n. 1866)
- 22 — António Mariano de Sousa, sacerdote católico (n. 1842)

### Junho
- 3 — António Patrício da Terra Pinheiro, proprietário e político (n. 1837)

### Julho

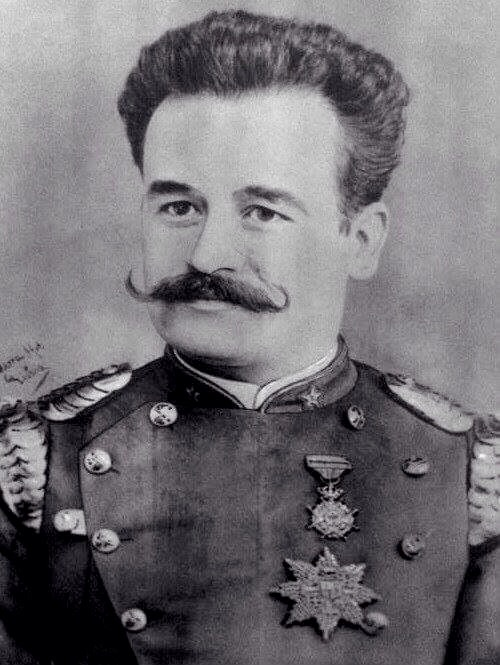
Eduardo Rodrigues da Costa

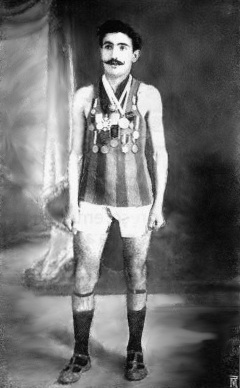
Francisco Lázaro

- 7 — Eduardo Rodrigues da Costa, industrial (n. 1860)
- 15 — Francisco Lázaro, atleta (n. 1888)

### Agosto

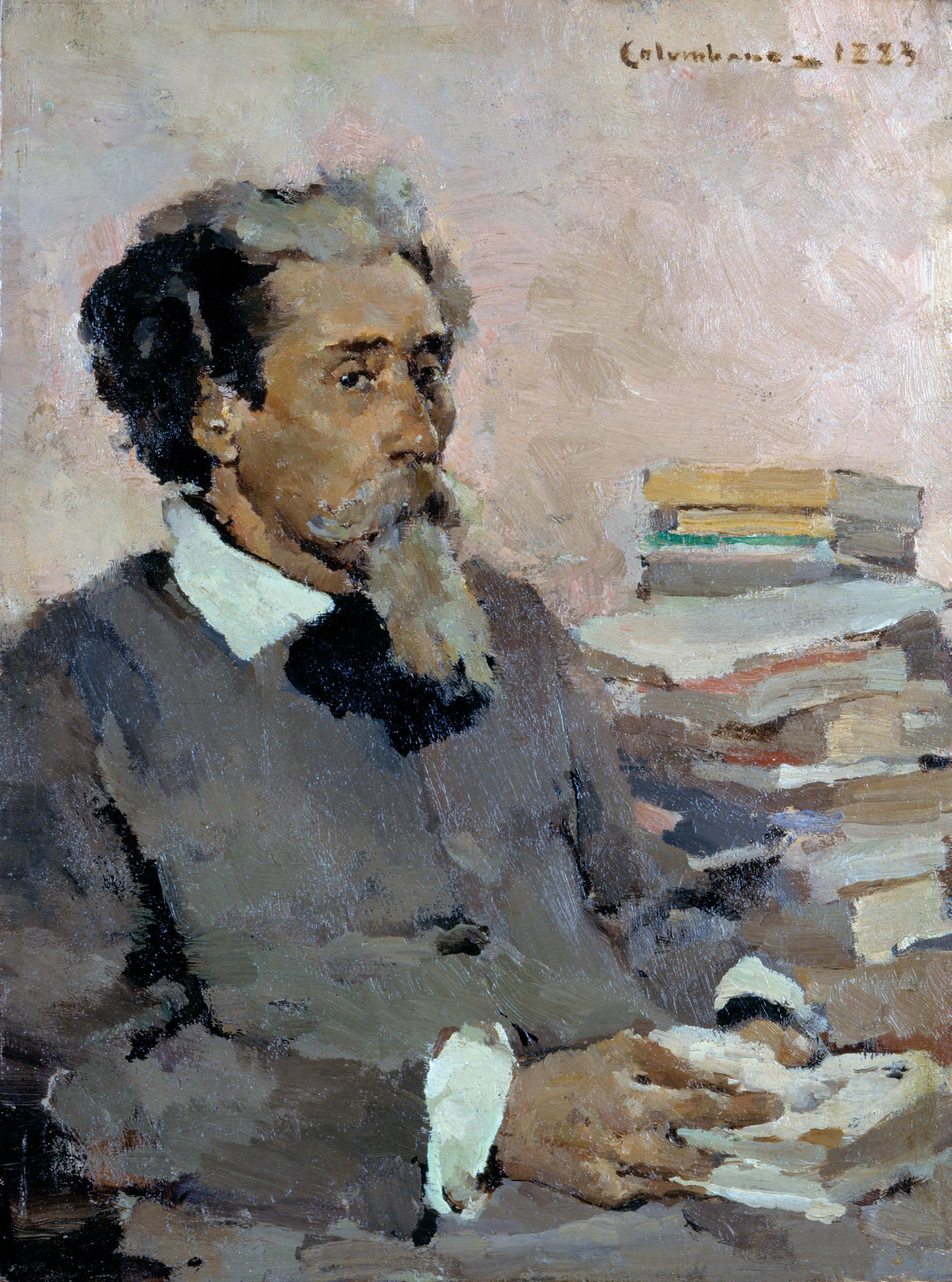
Raimundo António de Bulhão Pato

- 24 — Raimundo António de Bulhão Pato, poeta e ensaísta (n. 1828)

### Setembro
- 26 — Henrique Pinto, pintor do naturalismo (n. 1852)

### Outubro

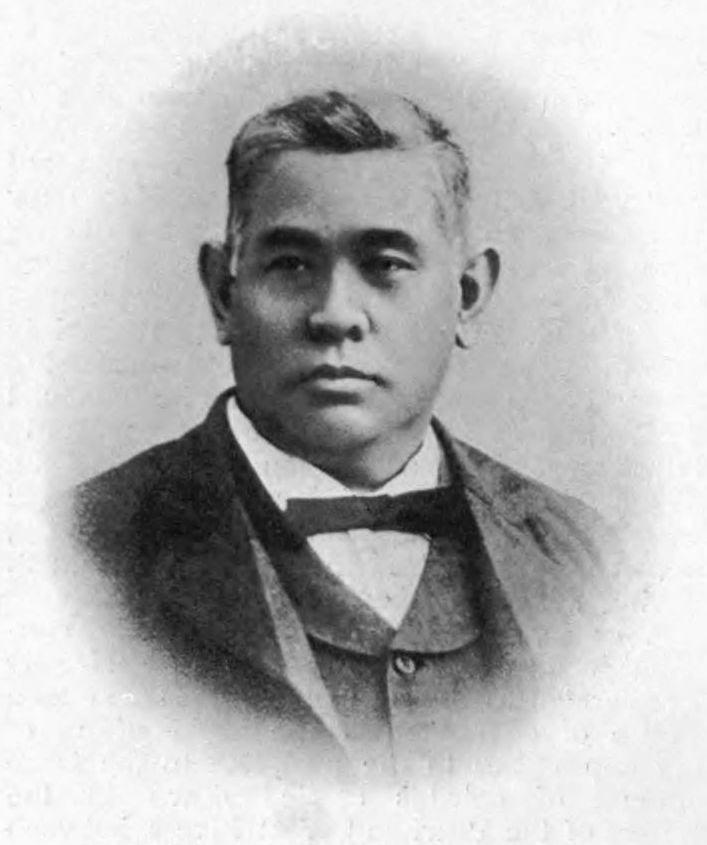
Pedro Nolasco da Silva

- 12 — Pedro Nolasco da Silva, escritor, jornalista e político (n. 1842)

### Dezembro

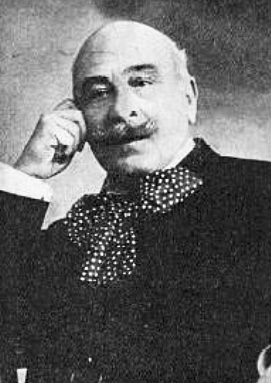
Eduardo Garrido

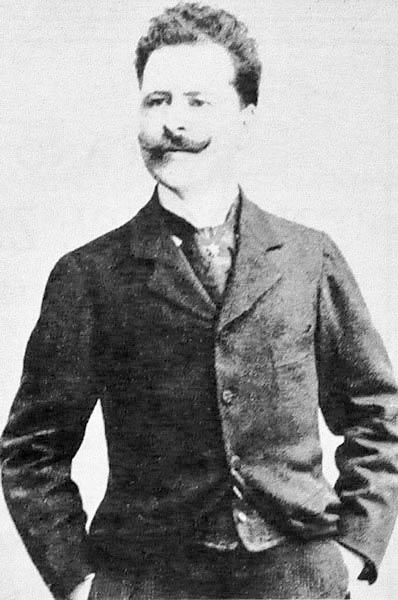
Maurício Bensaude

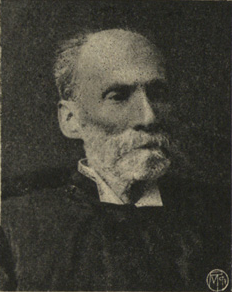
Francisco António Ochôa

- 20 — Eduardo Garrido, dramaturgo e poeta (n. 1842)
- 22 — Maurício Bensaude, cantor lírico (n. 1863)
- 22 — Francisco António Ochôa, juiz e político (n. 1839)